# سیدنصرالدین محمد
سیدنصرالدین محمد، روستایی از توابع بخش زیدون شهرستان بهبهان در استان خوزستان ایران است.

## جمعیت
این روستا در دهستان سردشت قرار دارد و براساس سرشماری مرکز آمار ایران در سال ۱۳۸۵، جمعیت آن ۵۲ نفر (۱۴خانوار) بوده‌است.